# Бернардо, Ноа
Ноа «Вув» Бернардо-младший (англ. Noah «Wuv» Bernardo Jr.; род. 24 февраля 1974 года), известный более как Вув (Wuv) — христианский рок-музыкант. Является барабанщиком ню-метал группы P.O.D. из Сан-Диего, Калифорния.
Также является кузеном фронтмена группы. Во время акустических сэтов также хорошо играет на гитаре. Является совладельцем магазина скейтерских принадлежностей.
Недавно было объявлено, что Wuv будет исполнять обязанности барабанщика для группы StillWell, проекта Fieldy, басиста ню-метал группы Korn. Wuv играл на барабанах большую часть своей жизни.

## Дискография
Совместно P.O.D.
- «Snuff the Punk» (1994)
- «Brown» (1996)
- «LIVE at Tomfest» (1997)
- «The Warriors EP» (1998)
- «The Fundamental Elements of Southtown» (1999)
- «Satellite» (2001)
- «Payable on Death» (2003)
- «The Warriors EP, Volume 2» 2005
- «Testify» (2006)
- «Greatest Hits: The Atlantic Years» (2006)
- «When Angels & Serpents Dance» (2008)
- «The Awaking» (2015)